# Sauk Village
Sauk Village é uma aldeia localizada no estado americano de Illinois, no Condado de Cook e Condado de Will.

## Demografia
Segundo o censo americano de 2000, a sua população era de 10.411 habitantes.
Em 2006, foi estimada uma população de 10.410, um decréscimo de 1 (0.0%).

## Geografia
De acordo com o United States Census Bureau tem uma área de 10,0 km², dos quais 9,9 km² cobertos por terra e 0,1 km² cobertos por água.

## Localidades na vizinhança
O diagrama seguinte representa as localidades num raio de 8 km ao redor de Sauk Village.